# Curió
|  | Per a altres significats, vegeu «Curió (cap de la Cúria)». |

Curió (llatí: Curio) va ser el nom d'una família de la gens Escribònia entre els quals es trobaven alguns personatges destacats:
- Gai Escriboni Curió, pontífex màxim el 174 aC.
- Gai Escriboni Curió, pretor romà el 121 aC.
- Gai Escriboni Curió, tribú de la plebs el 90 aC i cònsol el 76 aC.
- Gai Escriboni Curió, tribú de la plebs el 50 aC.